# بيث أموكاني
بيث أموكاني (Beth-Amukani) عاصمتُها ( شيبيا Shipia ) الواقعة في حَوض دجلة الأسفل، مملكة كانت تحتضِنُ بالإضافة إلى قبائل أموكاني قبائل الفوقودو ( بْقيذي ) كان الملك ( نابو موكن زيري ) مؤسِّسُ سُلالة بابل العاشرة أحدَ أبنائها ، تسنَّمَ عرش بابل عام 731 ق . م .